# تاهوما (کالیفرنیا)
تاهوما (به انگلیسی: Tahoma) یک منطقهٔ مسکونی در ایالات متحده آمریکا است که در کالیفرنیا واقع شده‌است. تاهوما ۶٫۷۱۷ کیلومتر مربع مساحت و ۱٬۱۹۱ نفر جمعیت دارد و ۱٬۹۱۱٫۱۲ متر بالاتر از سطح دریا واقع شده‌است.